# Calathocratus intermedius
Trogulocratus intermedius is een hooiwagen uit de familie kaphooiwagens (Trogulidae). De originele naamcombinatie (protoniem) was Trogulocratus intermedius Roewer, 1940.